# Тургуталп
Тургуталп (на турски: Turgutalp) е квартал на община и окръг Сома, вилает Маниса, Турция. Населението му е 16 219 души (2022 г.). Преди реорганизацията през 2013 г. става самостоятелен град (belde). Разположен е на юг от турската държавна магистрала D240 и на запад от Сома, с която почти се слива. Разстоянието до Маниса е 97 km.

## История
Тургуталп е основан от български мюсюлмани през 1877 г., по време на Руско-турската война (1877 – 1878 г.). Селището е наречено Тургуталп по предложение на султана (Тургут Алп е един от ранните гази на Османската империя). През 1986 г. е обявен за град и седалище на общината. 
Основен икономически сектор на града е селското стопанство. Основните култури са тютюн, памук, маслини, домати и пшеница. Някои жители на града работят в електроцентралата и въглищната мина на Сома.

## Население
| \| Година на преброяване \| Численост \| \| --------------------- \| --------- \| \| 2007 \| 9113 \| \| 2010 \| 9812 \| \| 2015 \| 11 907 \| \| 2019 \| 14 006 \| |           |
| Година на преброяване | Численост |
| 2007 | 9113      |
| 2010 | 9812      |
| 2015 | 11 907    |
| 2019 | 14 006    |